# Théodora de Saxe-Meiningen (1890-1972)
Pour les articles homonymes, voir Théodora de Saxe-Meiningen.
Titres
Épouse du prétendant au trône de Saxe-Weimar-Eisenach
9 novembre 1918 – 24 avril 1923
(4 ans, 4 mois et 26 jours)
Grande-duchesse de Saxe-Weimar-Eisenach
14 janvier 1910 – 9 novembre 1918
(8 ans, 9 mois et 26 jours)
Théodora de Saxe-Meiningen (29 mai 1890 – 12 mars 1972) est l'aînée des enfants de Frédéric-Jean de Saxe-Meiningen et d'Adélaïde de Lippe-Biesterfeld. Par son mariage, elle est grande-duchesse de Saxe-Weimar-Eisenach.

## Biographie

### Mariage
Lors d'une visite au palais de Wilhelmshöhe, Théodora est poussée par son parent l'empereur Guillaume II à se marier avec Guillaume-Ernest de Saxe-Weimar-Eisenach, qui est au service de la Prusse. En dépit de son rôle dans leur engagement, l'empereur Guillaume refuse d'assister au mariage. Cela cause beaucoup de spéculation, car lui et sa femme sont très proches du grand-duc. Ceci est vu par beaucoup comme le résultat de la mauvaise volonté du grand-père de Théodora, Georges II de Saxe-Meiningen-Hildburghausen, dont le mariage morganatique avec Ellen Franz a fortement déplu à Guillaume II. Par ailleurs, Georges est le seul membre d'une maison souveraine allemande à ne pas avoir été reçu par l'empereur à son arrivée au pouvoir en 1888, et à ne pas avoir reçu le couple impérial dans sa propre cour. La désapprobation de Guillaume II est encore plus surprenante car il avait récemment autorisé le mariage entre un prince de Hohenzollern (le prince Frédéric-Guillaume de Prusse, fils du prince Albert de Prusse) avec une personne de rang moins élevé.
Le boycott de la cérémonie de mariage par l'empereur est si fortement ressentie en Saxe-Meiningen que lorsque les journaux annoncent que Guillaume n'assisterait pas au mariage, la communication officielle du palais royal déclare qu'il n'avait jamais été invité.
Théodora se marie donc à Guillaume-Ernest de Saxe-Weimar-Eisenach (1876-1923) le 14 janvier 1910 à Meiningen. Elle est sa deuxième épouse, sa première épouse Caroline de Reuss-Greiz étant morte sans enfant, après dix-huit mois de mariage en 1905. Ce premier mariage a été malheureux, car Caroline n'aimait pas la cour de Weimar décidant même de fuir vers la Suisse. Elle revient et meurt peu après, beaucoup évoquant un suicide.
Le couple a quatre enfants :
- Sophie (en) (20 mars 1911 – 21 novembre 1988), épouse en 1938 le prince Frédéric-Gonthier de Schwarzbourg (1901-1971) et divorce la même année ;
- Charles-Auguste (28 juillet 1912 – 14 octobre 1988), grand-duc héréditaire de Saxe-Weimar-Eisenach, épouse en 1944 Elisabeth von Wangenheim-Winterstein (1912-2010) ;
- Bernard-Frédéric (3 mars 1917 – 23 mars 1986), épouse en 1943 Felicitas de Salm-Hortsmar (née en 1920) et divorce en 1956 (d'où postérité) ;
- Georges-Guillaume (24 novembre 1921 – 11 mars 2011), épouse en 1953 Gisèle Janisch (née en 1930), prend le nom de Jörg Brena la même année et renonce à ses droits de succession (d'où postérité) ;

### Vie de cour
Le mariage de Théodora est malheureux ; la cour de Weimar et son étiquette étaient considérées comme parmi les des plus étouffantes d'Allemagne.
Théodora est malheureuse dans un tel environnement ; à l'âge de 23 ans, elle veut fuir alors qu'elle séjourne dans un sanatorium pour sa santé. Elle est frappée par une grave crise de rougeole et de scarlatine qu'elle a contractée lors de la visite d'un asile qu'elle a fondé. Sa grande attention à cet asile est attribuée à son malheur à la cour, et vu comme une évasion. L'extrême rigueur de l'étiquette a également causé une distance entre elle-même et le grand-duc, ainsi qu'avec leurs jeunes enfants.
Théodora est très populaire auprès des classes moyennes et inférieures de Weimar ; c'est en grande partie attribuable à son charme et à sa gentillesse envers les pauvres et les souffrants.

### Après l'abdication
Le 9 novembre 1918, Guillaume Ernest, avec le reste des souverains allemands, est contraint d'abdiquer à la suite de la défaite de l'Allemagne à la fin de Première Guerre mondiale. Son trône et toutes ses terres sont abandonnés et il se réfugie dans son domaine familial, en Silésie, où il meurt quatre ans plus tard. Théodora, quant à elle, meurt le 12 mars 1972 à Fribourg-en-Brisgau, en Allemagne.